# Lajtorja Népzenei Együttes
1978 szeptemberében, Sopronban alakult népzenekar, mely 2001-ben szüntette be az aktív működését, addig azonban bizonyította, hogy van élet Északnyugat-Dunántúlon is. Számos néptáncegyüttest kísért, önálló zenekarként is ismert volt.

## A zenekar története

### Alakulás
Varga Péter a debreceni Motolla együttesben muzsikált egyetemistaként (brácsa, bőgő), Szőke Ernő a gödöllői egyetemi táncegyüttes mellett (brácsa, bőgő). Mindketten a táncházmozgalom kezdetekor voltak jó időben jó helyen, és elragadta őket a hangulata is.
Az egyetemi évek után Sopronban képzelték jövőjüket, és a munkába állásukkal egy időben, egy családi-baráti kapcsolaton keresztül azonnal össze is hozták őket szeptember legelején. A közös hang azonnal megteremtődött, egyikük sem akarta abbahagyni a népzenei ténykedést, és így már ketten megkeresték a helyi művelődési házat (Liszt Ferenc Művelődési Központ), hogy tájékozódjanak, mi a helyzet a városban.
Ott örömmel fogadták őket és azonnal be is állhattak egy fellépésbe (Lajtha László Néptáncegyüttes), ahol az ott ténykedő zenészek is örömmel fogadták őket. Pécsváradi Péter hegedült, Szabó Árpád bőgőzött, Kökény Tibor klarinétozott és valaki zongorázott, mely helyett a belépő, tapasztalt brácsások azért hirtelen minőségi különbséget jelentettek.
A táncegyüttest fenntartó művelődési ház és a városvezetés is támogatásáról biztosította a zenészeket. Rövidesen teljes hangszerkészletet vásárolt a zenekarnak a műv.ház, bőgőt, cimbalmot, brácsákat, gardont, dudát.

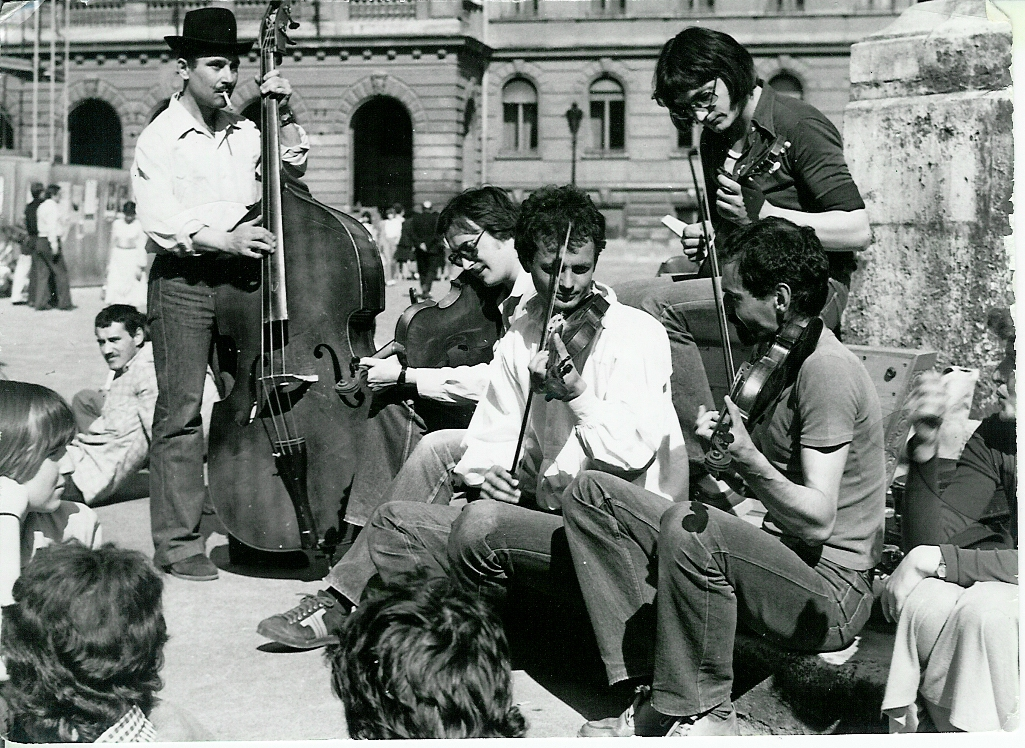
1980.05.17 - EFE valétálási karnevál - Szabó Árpád - Szőke Ernő - Molnár Miklós - Varga Péter - Jereb Tamás

Kökény Tibor alapvetően könnyűzenész volt, ő nem vállalta a zenekari tagságot, de frekventált fellépésekre még egy ideig elfogadta a felkéréseket (színházi nagyműsor pl.). Rövid időn belül, még azévben felmerült a névválasztás kérdése, és egy hirtelen jött ötlettel a (Lajtha) táncegyüttesre való utalásként a Lajtorja nevet választotta a zenekar (és ez után a Lajbi nevet a táncosok utánpótlás csoportja).

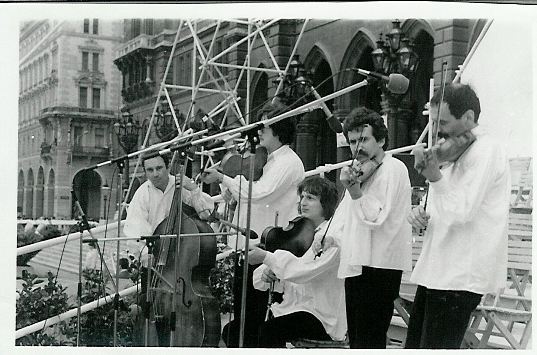
1984.05.01 - Bécs - Rathausplatz - Szabó Árpád - Szőke Ernő - Varga Péter - Pécsváradi Péter - Jereb Tamás

### Munkásévek
1979 a tanulással telt, de már 11 fellépés (benne a színházi nagyműsor és a megyei fesztivál) és 5 táncház, 1980-ban 31 fellépés (benne színház, megyei fesztivál, Kisfaludy-napok, ünnepi hetek, francia tv-felvétel stb.), 17 táncház és egy ausztriai utazás is szerepelt a programban.
Ebben az évben csatlakozott a zenekarhoz Jereb Tamás (hegedű) és Molnár Miklós (Pirók) a soproni erdészeti egyetemről (hegedű, brácsa). A zenekar híre eközben már eljutott Győrig, és táncházak tartása mellett a győri Arrabona (később Kisalföld) táncegyüttessel is egyre szorosabb lett az együttműködés.
1982-ben végzett az egyetemen Molnár Miklós, és így kényszerűen kivált a zenekarból, de a barátság azóta is tart.
Ebben az évben a zenekar minden tagja elvégezte a hivatalos, központi szervezésű táncházzenész képzést (Halmos Béla és az akkori Téka zenekar oktatásával), és sikeresen le is vizsgázott.
1987-ben némileg átalakult a zenekar, mert kivált Pécsváradi Péter (ő a továbbiakban szimfonikus zenész) és Szabó Árpád, helyette belépett Bolla Balázs (bőgő).

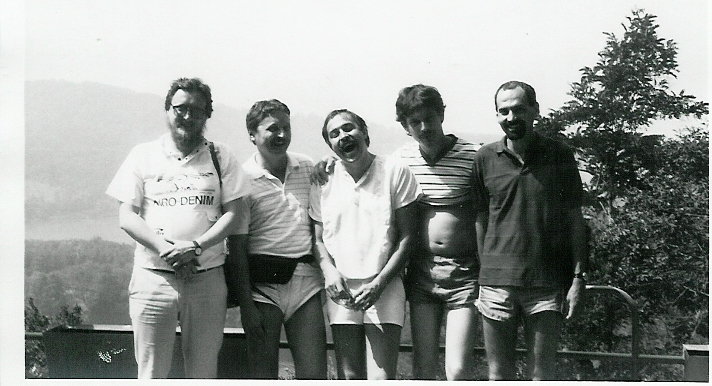
1989.08.18 - Utazás Melfibe - Szőke Ernő - Varga Péter - Maróti György - Bolla Balázs - Jereb Tamás

1989-92-ig szoros kapcsolatba kerültek a korábban győri Maróti Györggyel, a szegedi Fabatka Együttes prímásával, több fellépésen, utazáson, versenyen is együtt léptek fel.
Az évek során a legtöbbet a soproni Víghné Kovács Margitnak, a győri, később csornai Lengyel Sándornak és nejének, Terikének, a soproni Varga János "Boxos"-nak és a győri Ruppert Lászlónak köszönhet a zenekar.

### Az aktív működés vége
2000-ben Sopronba költözött Fajkusz Attila, a győri Rakonca együttes prímása, és 2001-ben megkereste az egyre kevesebbet dolgozó zenekar egyes tagjait alkalmankénti fellépésekre, amiből aztán kialakult a jelenleg is működő soproni Fajkusz Banda, ám ez már egy másik történet.
A zenekar 2001-ben még össze-összejött, de a munkahelyi vezetői elfoglaltságok, a külföldi munkavállalás egyre nehezebbé tették a próbák és a feladatok, utazások bevállalását, ezért akkor úgy döntött a zenekar, hogy átmenetileg felfüggeszti az aktív működését, és a neve, logója fenntartása mellett majd visszatér. Azóta persze rengeteget változott a világ, megvalósult a nyíregyházi és a zeneakadémiai népzenész képzés, amelyek már a veterán, de amatőr zenészek számára nem voltak reális opciók.

## Az együttes tagjai
| 1978-1980        | 1980-1982             | 1982-1987        | 1987-                 |
| Pécsváradi Péter | Pécsváradi Péter      | Pécsváradi Péter | Jereb Tamás           |
| Szőke Ernő       | Jereb Tamás           | Jereb Tamás      | Szőke Ernő            |
| Varga Péter      | Molnár Miklós "Pirók" | Szőke Ernő       | Varga Péter           |
| Szabó Árpád      | Szőke Ernő            | Varga Péter      | Bolla Balázs          |
|                  | Varga Péter           | Szabó Árpád      |                       |
|                  | Szabó Árpád           |                  |                       |
|                  |                       |                  |                       |
| Hegedű           | Pécsváradi Péter      | Brácsa           | Szőke Ernő            |
|                  | Jereb Tamás           |                  | Varga Péter           |
|                  | Molnár Miklós "Pirók" |                  | Molnár Miklós "Pirók" |
|                  |                       |                  |                       |
| Cimbalom         | Varga Péter           | Bőgő             | Szabó Árpád           |
|                  |                       |                  | Bolla Balázs          |
|                  |                       |                  | Szőke Ernő            |
|                  |                       |                  | Varga Péter           |

## Kiemelkedő események
1983 – Ki Mit Tud? – tv-s elődöntő az Ürmös (soproni egyetemi) táncegyüttessel
1983, 1986, 1987 – Országos Néptánc Antológia (Kisalföld, Ürmös, Ürmös)
1985 - I. Dunántúli Népzenei Találkozó - Bonyhád (I. helyezés)
1985 - Miniszteri Dicsérő Oklevél
1986, 1987 – Önálló fellépés a táncháztalálkozón

## Kísért táncegyüttesek
| Lajtha                           | Sopron |
| Úttörőház ⇒ Arrabona ⇒ Kisalföld | Győr   |
| Ürmös                            | Sopron |

## További felkérések
| MÁV Dél-Zalai                                               | Nagykanizsa |
| Vadvirág                                                    | Pápa        |
| Gombos (tánc tagozatos) Iskola                              | Győr        |
| Csobolyó (az akkori nevén)                                  | Győrújbarát |
| Pándzsa                                                     | Pannonhalma |
| Pántlika                                                    | Csorna      |
| Kis-Pántlika                                                | Csorna      |
| Hagyományőrző                                               | Bogyoszló   |
| Hagyományőrző                                               | Szil        |
| Hagyományőrző                                               | Szany       |
| Hanság                                                      | Kapuvár     |
| Nemzetiségi (horvát)                                        | Kópháza     |
| Testvériség (német)                                         | Sopron      |
| Lajbi                                                       | Sopron      |
| Siketek Ált. Iskolája                                       | Sopron      |
| Móra Iskola                                                 | Győr        |
| Erdészeti Technikum                                         | Sopron      |
| Fesztiválokon mindenféle alsóbb és felsőbb iskolák gyerekei |             |
| (Hunyadi, Kossuth Gimn., vidéki iskolák, stb.)              |             |

## Kronológia
| év   | hazai fellépés | hazai táncház | utazás |                |               |
| 1978 | 4              | 0             | 0      |                |               |
| 1979 | 11             | 5             | 0      |                |               |
| 1980 | 31             | 17            | 1      | Lajtha         | Ausztria      |
| 1981 | 23             | 21            | 3      | Arrabona       | Ausztria      |
|      |                |               |        | Lajtha         | Csehszlovákia |
|      |                |               |        | Lajtha         | Ausztria      |
| 1982 | 28             | 8             | 1      | Arrabona       | Csehszlovákia |
| 1983 | 46             | 8             | 6      | Arrabona       | Ausztria      |
|      |                |               |        | Lajtha         | Ausztria      |
|      |                |               |        | Arrabona       | Csehszlovákia |
|      |                |               |        | Kisalföld      | Olaszország   |
|      |                |               |        | Lajtha         | Ausztria      |
|      |                |               |        | Kópháza        | Jugoszlávia   |
| 1984 | 38             | 15            | 8      | Zenekar        | Ausztria      |
|      |                |               |        | Lajtha         | Ausztria      |
|      |                |               |        | Kisalföld      | Olaszország   |
|      |                |               |        | Zenekar        | Ausztria      |
|      |                |               |        | Kisalföld      | Csehszlovákia |
|      |                |               |        | Kisalföld      | Csehszlovákia |
|      |                |               |        | Lajtha         | Ausztria      |
|      |                |               |        | Kópháza        | Ausztria      |
| 1985 | 28             | 12            | 6      | Zenekar        | Ausztria      |
|      |                |               |        | Zenekar        | NSZK          |
|      |                |               |        | Kisalföld      | Csehszlovákia |
|      |                |               |        | Zenekar        | Ausztria      |
|      |                |               |        | Kisalföld      | Spanyolország |
|      |                |               |        | Lajtha         | Ausztria      |
| 1986 | 33             | 10            | 3      | Kisalföld      | Finnország    |
|      |                |               |        | Lajtha         | Csehszlovákia |
|      |                |               |        | Zenekar        | Ausztria      |
| 1987 | 17             | 5             | 2      | Ürmös          | Ausztria      |
|      |                |               |        | Nagykanizsa    | Olaszország   |
| 1988 | 20             | 11            | 7      | Zenekar        | Ausztria      |
|      |                |               |        | Zenekar        | Ausztria      |
|      |                |               |        | Lajtha         | Ausztria      |
|      |                |               |        | Lajtha         | Csehszlovákia |
|      |                |               |        | Csorna         | Ausztria      |
|      |                |               |        | Ürmös          | Ausztria      |
|      |                |               |        | Lajtha         | NSZK          |
| 1989 | 22             | 5             | 7      | Zenekar        | Ausztria      |
|      |                |               |        | Zenekar        | Ausztria      |
|      |                |               |        | Zenekar        | Ausztria      |
|      |                |               |        | Kisalföld      | Olaszország   |
|      |                |               |        | Zenekar        | Ausztria      |
|      |                |               |        | Lajtha         | Ausztria      |
|      |                |               |        | Zenekar        | Ausztria      |
| 1990 | 15             | 9             | 4      | Zenekar        | Ausztria      |
|      |                |               |        | Kisalföld      | NSZK          |
|      |                |               |        | Ürmös          | Isle of Man   |
|      |                |               |        | Zenekar        | Ausztria      |
| 1991 | 11             | 4             | 6      | Zenekar        | Ausztria      |
|      |                |               |        | Kisalföld      | Erdély        |
|      |                |               |        | Kisalföld      | Németország   |
|      |                |               |        | Pápai Vadvirág | Erdély        |
|      |                |               |        | Kisalföld      | Spanyolország |
|      |                |               |        | Kisalföld      | Ausztria      |
| 1992 | 3              | 1             | 2      | Zenekar        | Ausztria      |
|      |                |               |        | Kisalföld      | Franciaország |
| 1993 | 4              | 1             | 0      |                |               |
| 1994 | 6              | 0             | 0      |                |               |
| 1995 | 4              | 0             | 1      | Zenekar        | Ausztria      |
| 1996 | 4              | 1             | 0      |                |               |
| 1997 | 0              | 2             | 1      | Testvériség    | Ausztria      |
| 1998 | 2              | 0             | 0      |                |               |
| 1999 | 0              | 3             | 1      | Lajtha         | Németország   |
| 2000 | 2              | 1             | 0      |                |               |